# Mikuláš Beňo
Mikuláš Beňo (Csehszlovákia, Bosác, 1930. november 12. –) szlovák kommunista funkcionárius, Csehszlovákia Kommunista Pártja Központi Bizottságának tagja, parlamenti képviselő.

## Pályafutása
1969-től Szlovákia Kommunista Pártja közép-szlovákiai megyei pártszervezetének titkára volt. Csehszlovákia Kommunista Pártja Központi Bizottságának 1971-től tagja. 1978 és 1990 között parlamenti képviselő a Szövetségi Gyűlés Nemzetek Kamarájában.

## Kitüntetése
- Köztársaság-érdemrend (Řád republiky, 1980)

## Fordítás
Ez a szócikk részben vagy egészben a Mikuláš Beňo című cseh Wikipédia-szócikk fordításán alapul.  Az eredeti cikk szerkesztőit annak laptörténete sorolja fel. Ez a jelzés csupán a megfogalmazás eredetét és a szerzői jogokat jelzi, nem szolgál a cikkben szereplő információk forrásmegjelöléseként.